# 刀塔自走棋
《刀塔自走棋》是巨鸟多多工作室利用《Dota2》内置地图编辑器创作的游戏模组。2019年巨鸟多多工作室和龙渊合作，推出繼承模組玩法的獨立遊戲《多多自走棋》，該版本先後登陸手機、PC及主機平台。
工作室糅合塔防遊戲和麻將的玩法，首創了自走棋玩法，吸引了網易、英雄互娛、Valve和暴雪娛樂等開發商推出同類遊戲。評論員認為遊戲好玩，也容易上手。模組和獨立版本推出初期獲得不錯的商業表現，但是在一年後均表現平平。評論員認為遊戲玩法過於簡單，難以「做大做強」，只合適作為一些大型多人在线角色扮演游戏的補充玩法。

## 玩法
《刀塔自走棋》是一款玩家對戰遊戲，糅合了塔防遊戲和麻將的玩法。遊戲沿用了《Dota2》的角色和設計，玩家控制《Dota2》中負責運輸裝備的角色「信使」，回到家鄉「多多島」參與當地的棋牌比賽。對戰的地圖類似國際象棋的棋盤，每場對戰最多八位玩家參與，戰鬥採用回合制，玩家在指定的區域內放置棋子，棋子會自動向其他玩家的棋子發起進攻，每輪戰鬥會根據獲勝一方存活棋子數量和等級，扣除對手的信使生命值。生命值為零的玩家，會遭到淘汰。
棋子設定源於《Dota2》的角色，每個棋子都有職業和種族，登場棋子符合特定條件時，可以觸發不同的狀態效果，如野獸種族能增加隊伍所有人的攻擊力。當戰場上有三個相同棋子時，會合併升級為更強大的棋子。每場戰鬥，所有玩家在同一批棋子中隨機抽選棋子，每回合開始前玩家使用金幣購買棋子，也可以使用金幣刷新棋子，購買的棋子可以馬上放上戰場，也可以留待後續回合放置。金幣每回合會自動增加，每打敗一名玩家會獲得額外的金幣。遊戲免費遊玩，以出售戰場地圖、棋子和信使造型盈利。
獨立版本《多多自走棋》玩法和《刀塔自走棋》相同，但是世界觀和角色重新設計。

## 開發
巨鸟多多工作室成立於2015年，成員包括四名中國大陸玩家和一名海外玩家。工作室名稱源於五人都喜歡的《Dota2》角色「巨鸟多多」，成員利用業餘時間製作遊戲模組。阿虾為工作室創始人，阿佳負責遊戲設計及伺服器營運，阿羊負責玩法設計和地图编辑器相關內容，阿标負責美術、遊戲介面和產品推廣，阿鸵擔任海外媒體和直播平台的聯絡人。《刀塔自走棋》開發耗時兩年，早期設計類似《石器牌》，後參考麻將改造出自走棋玩法，例如麻將的胡牌和碰牌等設計。由於工作室均為《魔獸世界》的愛好者，因此角色設計使用了大量《魔獸世界》的概念和設定。工作室原本預計模組只會在《Dota2》中國大陸玩家社區流行，但隨著模組在海外流行，工作室為其製作了俄語和英文版本，並改善海外訪問伺服器的速度。收費方面，工作室曾嘗試與Valve聯絡探討推出內購服務，但沒有獲得回應，工作室轉而在淘寶和eBay自建付費渠道。2019年1月7日，遊戲內增設角色皮膚等收費內容，同年2月15日，巨鸟多多工作室下架淘寶付費渠道，推出支持更多付款方式的付費渠道。
手機版方面，工作室與龙渊网络合作，使用龙渊网络旗下遊戲《白日梦计划》的美術素材開發手機版《自走棋》，這些相關素材是龙渊网络設計了一年有餘的成果，美術風格偏向Q版。手機版重新設計世界觀、角色設定和技能等內容，玩法設計延續原作。操作上，工作室獎根據触摸屏作出調整。PC版使用虛幻引擎進行開發。

## 發行
2019年1月4日，《刀塔自走棋》發佈。同年3月14日，工作室宣佈開發模組的手機版《自走棋》，並發佈官網和開放預約。4月15日，《自走棋》開啟首輪內測。4月18日，Android版開放測試。5月29日，工作室表示與Valve達成共識，將分別開發一款獨立自走棋遊戲。手機版《自走棋》於次日改名《多多自走棋》並展開公測。6月19日，遊戲登陸App Store，由龙渊网络和騰訊聯合發行。10月8日，《多多自走棋》關閉此前所有伺服器，玩家資料轉移到騰訊旗下伺服器。2020年8月5日，官方宣佈騰訊退出《多多自走棋》的營運，改由龙渊网络獨自營運，騰訊服在同年10月9日停運，龙渊服在8月7日推出。
2019年10月，龙渊网络表示遊戲計劃於2020年內推出PlayStation 4和任天堂Switch版。2021年1月28日，遊戲登陸PlayStation 4平台。2019年6月，《多多自走棋》PC版登陸Epic遊戲商店。2020年5月底，遊戲獲得国家新闻出版署核發的游戏版号，符合在中国大陆发行的要求。同年12月17日，遊戲PC版登陸WeGame。

## 反響及評價
模組上線10天，同時在線人數超過10萬，訂閱人數超過67萬，收費後首週營收超過120萬人民幣。2019年2月16日，遊戲同時在線人數突破30萬，訂閱人數超過410萬。同年4月末，訂閱人數超過800萬。手機版《多多自走棋》在發佈初期，曾一度登上中國大陸App Store免費遊戲及策略遊戲排行榜榜首。2019年6月，中國大陸之外下載量突破450萬次，營收超過160萬美元。2019年1月末，玩家組織了首屆民間電競比賽。同年5月，巨鸟多多工作室授權Varena平台舉辦自走棋電競比賽。
2019年《刀塔自走棋》開創的自走棋玩法不久，不少遊戲開發商相繼推出同類作品。2019年1月末，與該模組一樣玩法的《众神领域：三界自走棋》在TapTap開放預約，《众神领域》遭到玩家負評轟炸，隨即下架。4月份，杭州电魂、網易和英雄互娛在自家遊戲中推出自走棋玩法。後續，Valve、暴雪娛樂和拳头游戏也推出同類作品。
模組上線一年後，同時在線人數跌至1萬。2020年8月，騰訊退出《多多自走棋》營運，手機版在中國大陸App Store免費遊戲排名跌至600名之外。遊戲大觀評論員提到遊戲一開始就有意發展「公平」的電競，但是遊戲玩法更注重運氣而不是技術，很難稱得上公平，而且為了追求公平，收費內容設計也很有限，導致開發商難以籌集資金組織大規模比賽。同時，評論員也指出角色自動戰鬥的設計方式，也降低了「技巧性和观赏性」。3DM評論員店点認為自走棋玩法簡單，只能作為大型多人在线角色扮演游戏（MMORPG）的補充玩法，難以「做大做強」，模組能成為熱門，是因為《Dota2》過往累積了大量玩家。
玩法方面，遊戲角落評論員800稱讚遊戲有「合理的機制與平衡性」，又帶有一些隨機性，每局遊戲都有不錯的體驗。觸樂編輯胡正达和4gamers評論員碎金掌均認為遊戲原理與麻將一樣，胡正达表示遊戲「易上手、较好精通」。

## 外部連結
- 巨鸟多多工作室的新浪微博
- 多多自走棋官網